# Charlize Theron

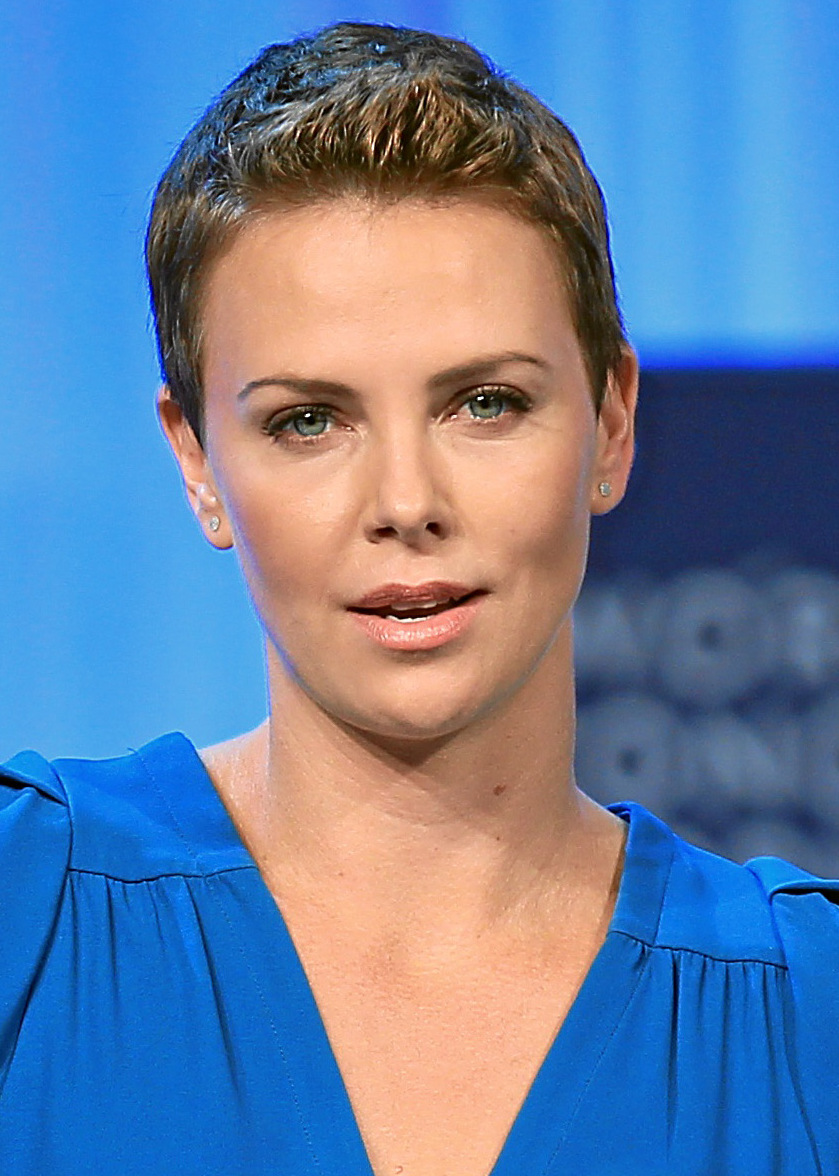
Charlize Theron (2013)

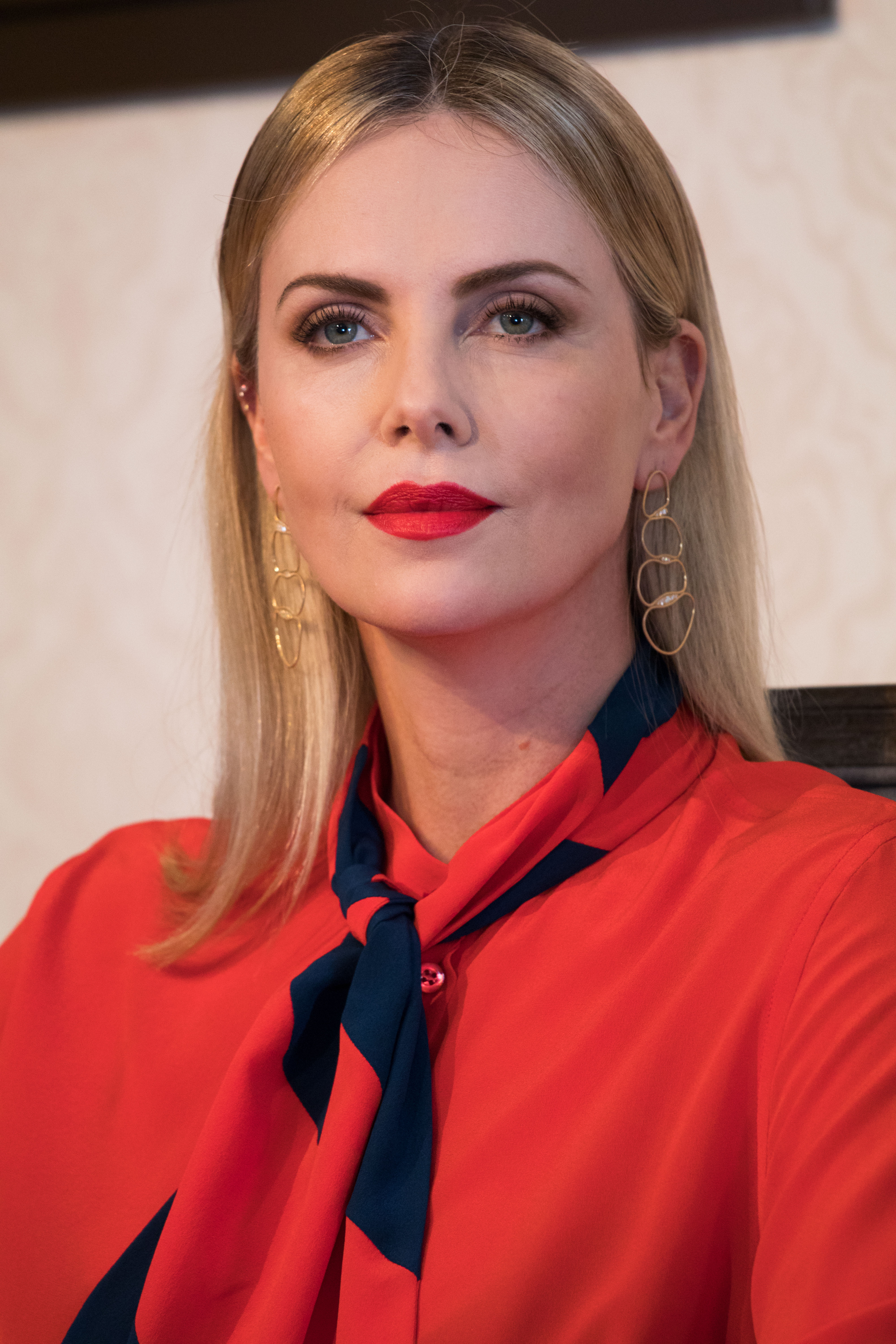
Charlize Theron (2018)

Charlize Theron (* 7. August 1975 in Benoni) ist eine südafrikanisch-US-amerikanische Schauspielerin und Filmproduzentin. Sie ist Oscar- und Golden-Globe-Preisträgerin.

## Leben
Charlize Therons Vater, der französischstämmige Bauunternehmer Charles Jacobus Theron (1947–1991), und ihre deutschstämmige Mutter Gerda Jacoba Aletta (geb. Maritz) zogen aus dem damaligen Südwestafrika auf eine Farm bei Johannesburg. Als Theron 15 Jahre alt war und in Johannesburg noch zur Schule ging, erschoss ihre Mutter den gewalttätigen, alkoholkranken Vater vor ihren Augen in Notwehr.
Mit fast 16 Jahren nahm Theron an einem Modelwettbewerb teil, den sie gewann. Einer Einladung folgend ging sie nach Mailand, um dort mit mäßigem Erfolg zu modeln. Dazu setzte sie ihre Ausbildung als Balletttänzerin fort, nachdem sie bereits in Südafrika Ballettunterricht genommen hatte. Mit einer Ballettgruppe gab sie Auftritte in Europa und den USA, wo sie schließlich am Joffrey Ballet in New York aufgenommen wurde. Außerdem erhielt sie Engagements als Fotomodell. Nach einer Knieverletzung musste sie ihre Karriere als Tänzerin allerdings aufgeben.
Im Alter von 18 Jahren zog Theron nach Los Angeles. Als sie am Hollywood Boulevard wartend in einer Schlange stand, wurde sie von einem Agenten entdeckt. Acht Monate später hatte sie ihre erste kleine Filmrolle in dem Horrorfilm Kinder des Zorns III (1995).
Im Jahr 1999 war Theron auf einem Playboy-Cover in den USA und Japan zu sehen.

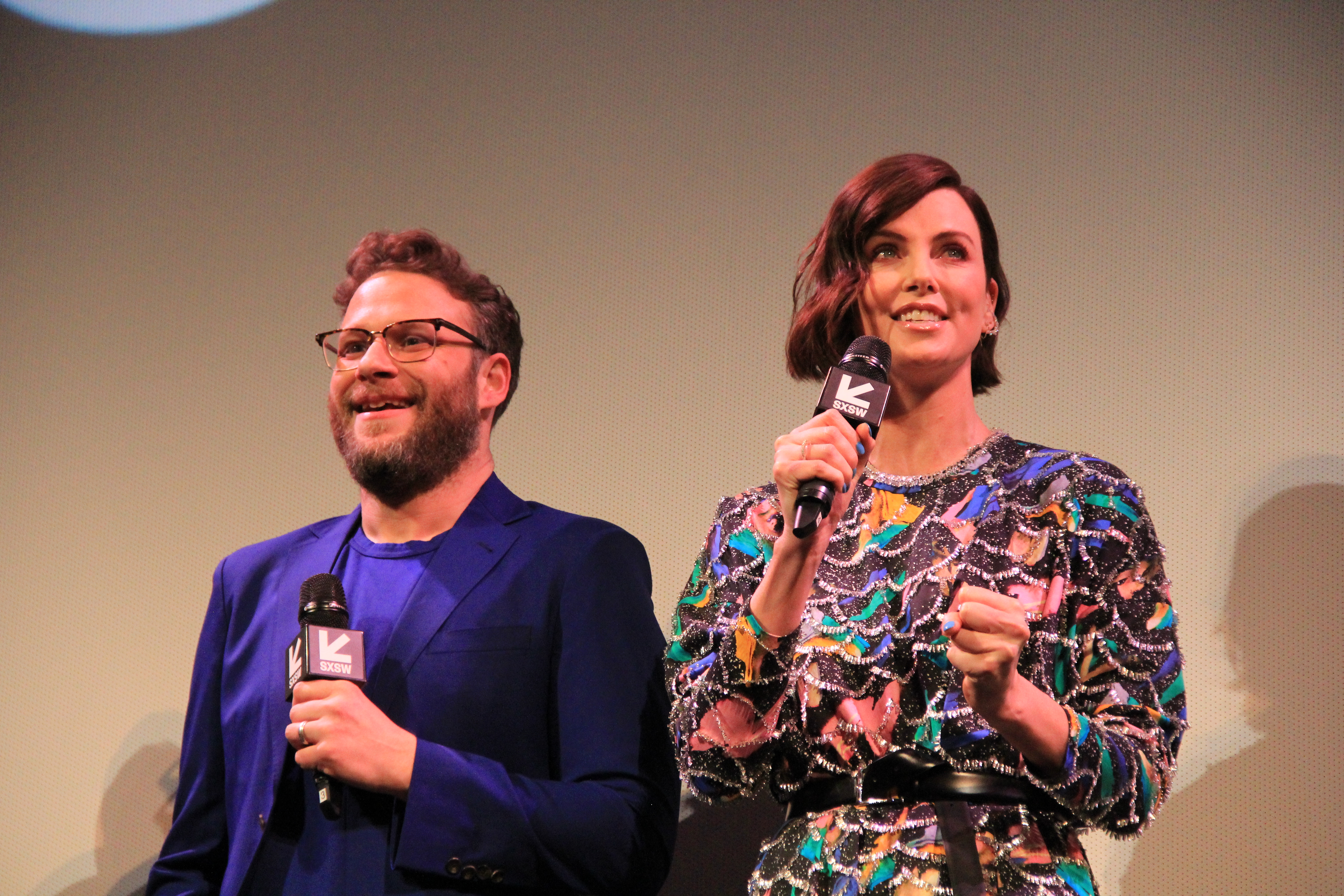
Charlize Theron mit Seth Rogen (2019)

Jahrelang war Theron nun auf die Rolle der schönen Frau an der Seite des männlichen Hauptdarstellers festgelegt, bis sie 2003 in dem Film Monster die Rolle der US-Serienmörderin Aileen Wuornos verkörperte. Dafür wurde sie mit zahlreichen Filmpreisen ausgezeichnet, unter anderem 2004 mit dem Oscar in der Kategorie Beste Hauptdarstellerin sowie mit einem Golden Globe in der Kategorie Beste Hauptdarstellerin – Drama. Sie war die erste Südafrikanerin, die einen Oscar in dieser Kategorie erhielt; fortan gehörte sie zu den bestbezahlten Schauspielerinnen Hollywoods. 2006 erhielt sie in Berlin die Goldene Kamera in der Kategorie Schauspieler/-in – International. Monster war außerdem der erste Film, an dem sie auch als Produzentin beteiligt war.
Therons erster Film nach der Oscar-Auszeichnung, Head in the Clouds (2004), war ein Flop; er gilt als misslungener Versuch, eine gefühlvolle Liebesgeschichte vor einem zeitgeschichtlichen Hintergrund zu erzählen. Für ihre Rolle als Britt Ekland in dem Fernsehfilm The Life and Death of Peter Sellers erhielt sie eine weitere Golden-Globe-Nominierung und für ihre schauspielerische Leistung in Kaltes Land wurde sie 2006 erneut für mehrere Filmpreise, unter anderem abermals für den Oscar in der Kategorie Beste Hauptdarstellerin, nominiert.
Im Jahr 2011 spielte Theron die Hauptrolle in der Komödie Young Adult, die auf vielen Listen der „Besten Filme des Jahres“ auftauchte. Im Folgejahr war sie als die böse Königin in der Schneewittchen-Adaption Snow White and the Huntsman zu sehen, die gleiche Rolle mimte sie in der 2016er Fortsetzung The Huntsman & The Ice Queen.
Im Jahr 2015 war sie in der Gillian-Flynn-Romanverfilmung Dark Places – Gefährliche Erinnerung an der Seite von Chloë Grace Moretz zu sehen. An diesem Film war sie auch als Produzentin beteiligt. Im selben Jahr spielte sie die Rolle der Furiosa in der australischen Produktion Mad Max: Fury Road, dem vierten Teil der Mad Max-Reihe. 2019 wurde das Filmdrama Bombshell veröffentlicht, in dem Theron die Journalistin Megyn Kelly verkörperte. Ihre Darstellung brachte ihr erneut eine Nominierung für einen Golden Globe Award in der Kategorie Beste Hauptdarstellerin – Drama ein.

## Privatleben
Ihre Muttersprache ist Afrikaans, ihre Zweitsprache Englisch. Theron erwarb 2007 zusätzlich die US-amerikanische Staatsbürgerschaft. Ihr Antrag auf deutsche Staatsbürgerschaft wurde abgelehnt, da sie nach eigenem Bekunden kein Familienmitglied vorzeigen konnte, das in Deutschland lebt.
Theron war von 1997 bis 2001 mit dem Third-Eye-Blind-Sänger Stephan Jenkins liiert. Von 2001 bis 2009 waren sie und ihr irischer Schauspielkollege Stuart Townsend ein Paar; sie standen für die Filme 24 Stunden Angst (2002), Head in the Clouds (2004) und Battle in Seattle (2007) gemeinsam vor der Kamera. Von Dezember 2013 bis Juni 2015 war sie mit dem Schauspielkollegen Sean Penn liiert.
Im Jahr 2012 adoptierte Theron einen Jungen und drei Jahre später ein Mädchen. Im September 2020, anlässlich des US-amerikanischen National Daughters Day, zeigte sie beide über Instagram erstmals der Öffentlichkeit. Weiterhin gab sie bekannt, dass der Junge im Alter von drei Jahren angab, sich selbst als Mädchen zu fühlen. Seither zieht Theron zwei Mädchen groß.

## Auszeichnungen und öffentliche Aufgaben
- Das Magazin Esquire kürte Theron 2007 zur Sexiest Woman Alive.
- Im Jahr 2008 wurde sie zur UN-Friedensbotschafterin ernannt.[12]
- Am 4. Dezember 2009 moderierte sie die Auslosung für die Endrunde der Fußball-Weltmeisterschaft 2010 in Südafrika live aus Kapstadt.
- 2020 wurde sie vom Magazin Forbes eine der 50 mächtigsten Frauen Afrikas genannt.[13]

## Filmografie (Auswahl)

### Schauspielerin
- 1995: Kinder des Zorns III (Children of the Corn III: Urban Harvest)
- 1996: 2 Tage in L. A. (2 Days in the Valley)
- 1996: That Thing You Do!
- 1997: Noch dümmer (Trial and Error)
- 1997: Im Auftrag des Teufels (The Devil’s Advocate)
- 1997: Hollywood Undercover
- 1998: Celebrity – Schön. Reich. Berühmt. (Celebrity)
- 1998: Mein großer Freund Joe (Mighty Joe Young)
- 1999: The Astronaut’s Wife – Das Böse hat ein neues Gesicht (The Astronaut’s Wife)
- 1999: Gottes Werk und Teufels Beitrag (The Cider House Rules)
- 2000: The Yards – Im Hinterhof der Macht (The Yards)
- 2000: Wild Christmas (Reindeer Games)
- 2000: Men of Honor
- 2000: Die Legende von Bagger Vance (The Legend of Bagger Vance)
- 2001: Sweet November
- 2001: 15 Minuten Ruhm (15 Minutes)
- 2001: Im Bann des Jade Skorpions (The Curse of the Jade Scorpion)
- 2002: 24 Stunden Angst (Trapped)
- 2002: Waking Up in Reno
- 2003: The Italian Job – Jagd auf Millionen (The Italian Job)
- 2003: Monster
- 2004: Head in the Clouds
- 2004: The Life and Death of Peter Sellers
- 2005: Æon Flux
- 2005: Kaltes Land (North Country)
- 2005: Arrested Development (Fernsehserie, 5 Folgen)
- 2006: East of Havana
- 2007: Im Tal von Elah (In the Valley of Elah)
- 2007: Battle in Seattle
- 2008: Sleepwalking
- 2008: Hancock
- 2008: Auf brennender Erde (The Burning Plain)
- 2009: The Road
- 2011: Young Adult
- 2012: Snow White and the Huntsman
- 2012: Prometheus – Dunkle Zeichen (Prometheus)
- 2014: A Million Ways to Die in the West
- 2015: Dark Places – Gefährliche Erinnerung (Dark Places)
- 2015: Mad Max: Fury Road
- 2016: The Huntsman & The Ice Queen (The Huntsman: Winter’s War)
- 2016: The Last Face
- 2016: Kubo – Der tapfere Samurai (Kubo and the Two Strings, Stimme)
- 2017: Fast & Furious 8 (The Fate of the Furious)
- 2017: Atomic Blonde
- 2017: The Orville (Fernsehserie, Folge 1x05)
- 2018: Tully
- 2018: Gringo
- 2019: Long Shot – Unwahrscheinlich, aber nicht unmöglich (Long Shot)
- 2019: Die Addams Family (The Addams Family, Stimme von Morticia Addams)
- 2019: Bombshell – Das Ende des Schweigens (Bombshell)
- 2020: The Old Guard
- 2021: Fast & Furious 9 (F9)
- 2021: Die Addams Family 2 (The Addams Family 2, Stimme von Morticia Addams)
- 2022: Doctor Strange in the Multiverse of Madness
- 2022: The Boys (Fernsehserie, Folge 3x01)
- 2022: The School for Good and Evil
- 2023: Fast & Furious 10 (Fast X)
- 2025: The Old Guard 2

### Produzentin
- 2003: Monster
- 2006: East of Havana
- 2008: Sleepwalking
- 2011: Young Adult
- 2015: Dark Places – Gefährliche Erinnerung (Dark Places)
- 2016: Feuer im Kopf (Brain on Fire)
- 2017: Atomic Blonde
- 2018: Tully
- 2018: Gringo
- 2019: Long Shot – Unwahrscheinlich, aber nicht unmöglich (Long Shot)
- 2019: Die Addams Family (The Addams Family)
- 2019: Bombshell – Das Ende des Schweigens (Bombshell)
- 2020: The Old Guard
- 2022: Murder Mystery 2

## Darstellerische Auszeichnungen
Oscar

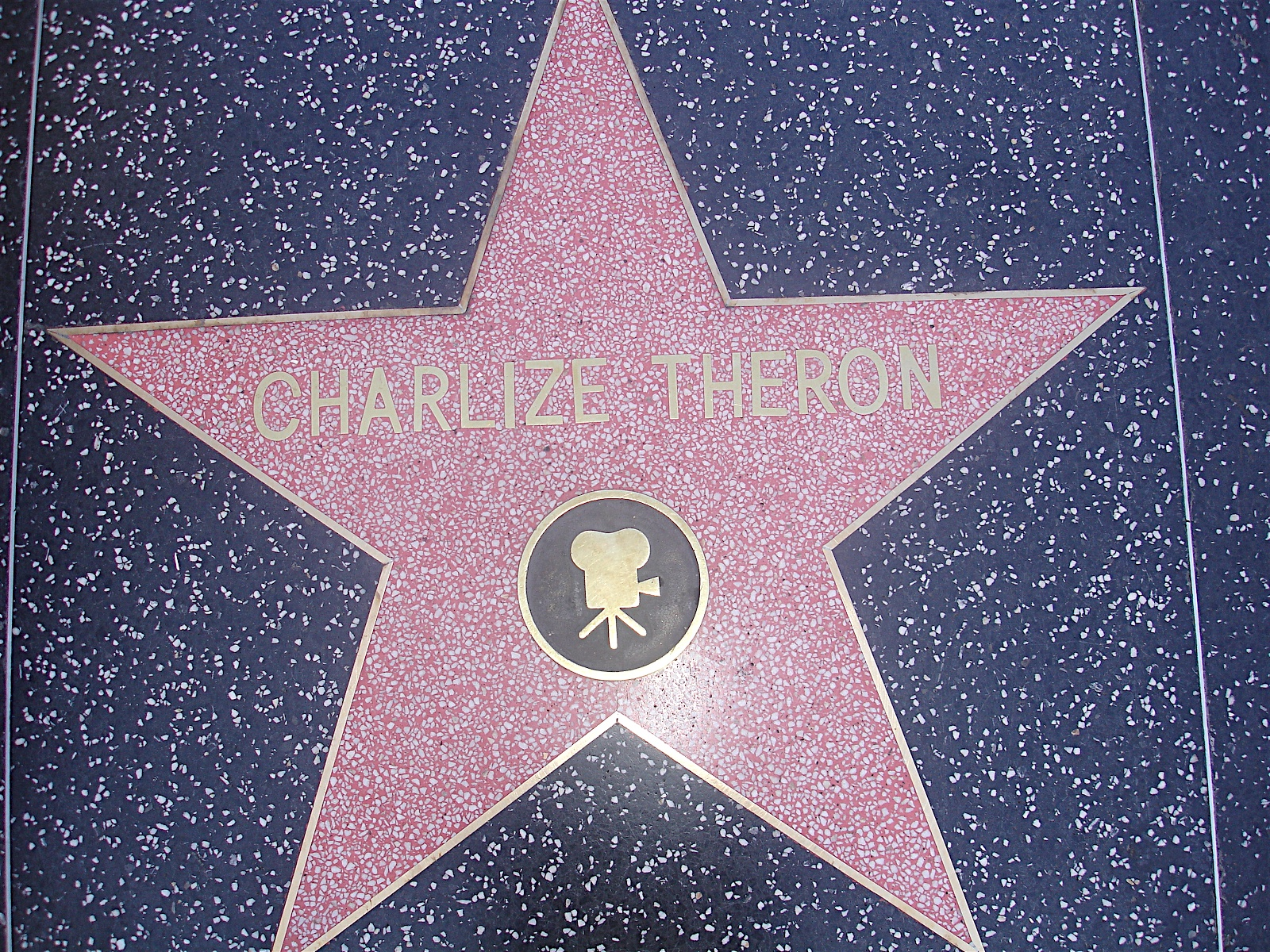
Therons Stern auf dem Hollywood Walk of Fame

- 2004: Oscar in der Kategorie Beste Hauptdarstellerin für Monster
- 2006: nominiert in der Kategorie Beste Hauptdarstellerin für Kaltes Land
- 2020: nominiert in der Kategorie Beste Hauptdarstellerin für Bombshell – Das Ende des Schweigens

Critics’ Choice Movie Award
- 2003: Critics’ Choice Movie Award – Beste Hauptdarstellerin für Monster
- 2006: nominiert in der Kategorie Beste Hauptdarstellerin – Drama für Kaltes Land
- 2012: nominiert in der Kategorie Beste Hauptdarstellerin für Young Adult

Golden Globe Award
- 2004: Golden Globe in der Kategorie Beste Hauptdarstellerin – Drama für Monster
- 2005: nominiert in der Kategorie Beste Nebendarstellerin in einer Serie, einer Miniserie oder einem Fernsehfilm für The Life and Death of Peter Sellers
- 2006: nominiert in der Kategorie Beste Hauptdarstellerin – Drama für Kaltes Land
- 2012: nominiert in der Kategorie Beste Hauptdarstellerin – Komödie/Musical für Young Adult
- 2019: nominiert in der Kategorie Beste Hauptdarstellerin – Komödie/Musical für Tully
- 2020: nominiert in der Kategorie Beste Hauptdarstellerin – Drama für Bombshell – Das Ende des Schweigens

British Academy Film Award
- 2005: nominiert als beste Hauptdarstellerin für Monster
- 2006: nominiert als beste Hauptdarstellerin für Kaltes Land

Satellite Award
- 2003: Satellite Award – Beste Hauptdarstellerin für Monster
- 2006: nominiert als beste Hauptdarstellerin für Kaltes Land

Screen Actors Guild Award
- 1999: nominiert als Teil des besten Ensembles Gottes Werk & Teufels Beitrag
- 2004: Beste Hauptdarstellerin für Monster
- 2005: nominiert als beste Nebendarstellerin in einer Serie, einer Miniserie oder einem Fernsehfilm für The Life and Death of Peter Sellers
- 2006: nominiert als beste Hauptdarstellerin für Kaltes Land

Goldene Himbeere
- 2002: nominiert als schlechteste Schauspielerin für Sweet November
- 2015: nominiert als schlechteste Schauspielerin für A Million Ways to Die in the West
- 2015: nominiert als schlechtestes Leinwandpaar (gemeinsam mit Seth MacFarlane) für A Million Ways to Die in the West

Weitere Auszeichnungen
- 2000: Bambi
- 2004: Independent Spirit Award für Monster
- 2004: nominiert für MTV Movie Awards für Monster – „Bester Kuss“ mit Christina Ricci
- 2004: Silberner Bär als beste Darstellerin für Monster (Berlinale)
- 2006: Goldene Kamera in der Kategorie „Film international“
- 2007: Esquire Sexiest Woman Alive 2007
- 2008: FHM Sexiest Women in the World 2008, Platz 2
- 2003: Central Ohio Film Critics Association Award – Beste Hauptdarstellerin für Monster
- 2003: Chicago Film Critics Association Award – Beste Hauptdarstellerin für Monster
- 2003: Dallas-Fort Worth Film Critics Association Award – Beste Hauptdarstellerin für Monster
- 2003: Las Vegas Film Critics Society Award – Beste Hauptdarstellerin für Monster
- 2003: National Board of Review of Motion Pictures – Beste Hauptdarstellerin für Monster
- 2003: National Society of Film Critics Award – Beste Hauptdarstellerin für Monster
- 2003: New York Film Critics Online Awards – Beste Hauptdarstellerin für Monster
- 2003: San Francisco Film Critics Circle Award – Beste Hauptdarstellerin für Monster
- 2003: Vancouver Film Critics Circle Award – Beste Hauptdarstellerin für Monster
- 2003: Irish Film & Television Award – Beste internationale Hauptdarstellerin für Monster (Nominierung)
- 2003: London Critics’ Circle Film Award – Beste Hauptdarstellerin für Monster (Nominierung)
- 2003: Los Angeles Film Critics Association Award – Beste Hauptdarstellerin für Monster (Nominierung)
- 2003: New York Film Critics Circle Awards – Beste Hauptdarstellerin für Monster (Nominierung)
- 2003: Online Film Critics Society Awards – Beste Hauptdarstellerin für Monster (Nominierung)
- 2016: Saturn-Award – Beste Hauptdarstellerin für Mad Max: Fury Road